# Acrolejeunea
Acrolejeunea là một chi rêu trong họ Lejeuneaceae.